# Чемпионат России по лыжным гонкам 2024
Чемпионат России по лыжным гонкам 2024 проводится Федерацией лыжных гонок России с 16 марта по 14 апреля 2024 года. Состоял из трёх этапов:
- первый этап прошёл с 16 по 24 марта  в Центре лыжного спорта «Малиновка» (д. Кононовская, Архангельская область).
- второй этап состоял из женской гонки на 50 км, прошёл в Апатитах 13 апреля.
- третий этап состоял из мужской гонки на 70 км, прошёл в Мончегорске 14 апреля.

### Командное первенство[1]
| № п/п | Субъект РФ            | Общий зачёт | Мужчины | Женщины |
| ----- | --------------------- | ----------- | ------- | ------- |
| 1     | Республика Татарстан  | 5 907       | 2 914   | 2 993   |
| 2     | Республика Коми       | 3 503       | 1 964   | 1 539   |
| 3     | Тюменская область     | 3 057       | 1 383   | 1 674   |
| 4     | Архангельская область | 2 164,5     | 1 531   | 633,5   |
| 5     | ХМАО — Югра           | 1 899       | 798     | 1 101   |
| 6     | Санкт-Петербург       | 1 824       | 471     | 1 353   |
| 7     | Москва                | 1 644,5     | 920,5   | 724     |
| 8     | Свердловская область  | 934         | 527     | 407     |
| 9     | Красноярский край     | 782,5       | 610,5   | 172     |
| 10    | Республика Удмуртия   | 623         | 430     | 193     |

### Мужчины
| Дисциплина                            | Дата       | Золото | Серебро                                                                               | Бронза                                                                                       |
| Спринт свободным стилем               | 16 марта   | Александр Большунов Архангельская область                                                                    | Иван Горбунов Республика Татарстан                                                    | Сергей Устюгов Ханты-Мансийский АО — Югра                                                    |
| Скиатлон 20 км                        | 17 марта   | Александр Большунов Архангельская область 52:04.0                                                            | Алексей Червоткин Архангельская область 52:04.3                                       | Сергей Ардашев Республика Татарстан 52:06.1                                                  |
| 10 км классическим стилем             | 19 марта   | Ермил Вокуев Республика Коми 23:50.0                                                                         | Савелий Коростелев Архангельская область 24:05.7                                      | Алексей Червоткин Архангельская область 24:06.3                                              |
| Командный спринт классическим стилем  | 20 марта   | Архангельская область — 1 Савелий Коростелев Александр Большунов 18:10.43                                    | Республика Коми — 1 Илья Семиков Ермил Вокуев 18:15.12                                | Республика Татарстан — 1 Иван Горбунов Сергей Ардашев 18:18.44                               |
| Эстафета 4х7.5 км                     | 22 марта   | Архангельская область Александр Терентьев Алексей Червоткин Савелий Коростелев Александр Большунов 1:11:22.7 | Тюменская область Андрей Парфёнов Евгений Белов Денис Спицов Иван Якимушкин 1:11:36.0 | Республика Татарстан — 1 Андрей Ларьков Сергей Ардашев Антон Тимашов Иван Горбунов 1:11:53.6 |
| 70 км классическим стилем, масс-старт | 14 апреля  | Евгений Белов Тюменская область 3:19:38.7                                                                    | Илья Семиков Республика Коми 3:21:17.7                                                | Константин Тиунов Москва 3:23:31.1                                                           |
| 50 км свободным стилем, масс-старт    | 26 декабря | Сергей Ардашев Республика Татарстан 2:00:32.7                                                                | Александр Большунов Республика Татарстан 2:00:33.4                                    | Павел Соловьёв Красноярский край 2:00:34.3                                                   |

### Женщины
| Дисциплина                            | Дата       | Золото                                                                                             | Серебро                                                                                            | Бронза                                                                                             |
| Спринт свободным стилем               | 16 марта   | / Вероника Степанова Архангельская область/Камчатский край                                         | Елизавета Пантрина Тюменская область                                                               | Татьяна Сорина Тюменская область                                                                   |
| Скиатлон 20 км                        | 17 марта   | / Анастасия Кулешова Нижегородская область/Республика Мордовия 57:23.8                             | / Алина Пеклецова Архангельская область/Вологодская область 57:36.5                                | Лидия Горбунова Республика Татарстан 58:31.3                                                       |
| 10 км классическим стилем             | 19 марта   | / Анастасия Кулешова Нижегородская область/Республика Мордовия 27:21.5                             | / Анастасия Фалеева Санкт-Петербург/Ненецкий АО 27:45.1                                            | Татьяна Сорина Тюменская область 27:54.3                                                           |
| Командный спринт классическим стилем  | 20 марта   | Архангельская область Мария Истомина Вероника Степанова 20:56.58                                   | Тюменская область — 1 Татьяна Сорина Елизавета Пантрина 20:59.33                                   | Республика Татарстан — 1 Лидия Горбунова Дарья Непряева 21:01.06                                   |
| Эстафета 4х5 км                       | 22 марта   | Архангельская область Алина Пеклецова Мария Истомина Светлана Заборская Вероника Степанова 53:32.1 | Тюменская область — 1 Алиса Жамбалова Екатерина Смирнова Татьяна Сорина Елизавета Пантрина 53:44.9 | Республика Татарстан — 1 Анастасия Доценко Лидия Горбунова Ирина Ибрагимова Дарья Непряева 53:44.9 |
| 50 км классическим стилем, масс-старт | 13 апреля  | Дарья Канева Республика Коми 2:33:38.4                                                             | Екатерина Смирнова Тюменская область 2:33:42.3                                                     | Евгения Крупицкая Санкт-Петербург 2:33:45.4                                                        |
| 30 км свободным стилем, масс-старт    | 25 декабря | Евгения Крупицкая Санкт-Петербург 1:15:18.6                                                        | Мария Истомина Москва 1:15:18.7                                                                    | Арина Каличева Москва 1:15:19.3                                                                    |